# International Symposium on Algorithms and Computation
L'International Symposium on Algorithms and Computation  (abrégé en ISAAC) est une conférence scientifique dans le domaine de l’informatique théorique. 
L'objectif d'ISAAC est de fournir un forum, dans les régions d'Asie et du Pacifique ainsi que d'autres parties du monde, pour échanger des idées sur les algorithmes et la théorie du calcul. 

## Thèmes de la conférence
Les thèmes comprennent :
- Algorithmes et structures de données
- Algorithmes d'approximation
- Algorithmes randomisés
- Algorithmes parallèles et distribués
- Algorithmes pour internet
- Algorithmes en ligne
- Algorithmique géométrique
- Algorithmique expérimentale
- Bio-informatique
- Calcul quantique
- Complexité informatique
- Cryptographie
- Optimisation combinatoire
- Tracé de graphes et algorithmes sur les graphes
- Théorie algorithmique des jeux

## Organisation
ISAAC a lieu chaque année depuis 1990, en général en décembre, dans les pays de la région ; les actes paraissent dans les Lecture Notes in Computer Science, jusqu'en 2015, et depuis 2016 dans la série LIPcs du Leibniz-Zentrum für Informatik.
Pour la conférence de 2016, les organisateurs ont reçu 155 soumissions de 36 pays. Chaque proposition a été examinée par au moins trois rapporteurs, et 62 articles ont été retenus, ce qui fait un taux d'acceptation de 40%. Deux numéros spéciaux de revues, l'un de Algorithmica, l'autre du  International Journal of Computational Geometry and Applications sont prévus pour la publication des meilleurs articles sélectionnés. 
Chaque conférence comporte des conférences invités. De plus, un best paper award et un best student paper award sont décernés.
Les conférences précédentes sont : 
- ISAAC 2017, Phuket, Thaïlande
- ISAAC 2016, Sydney, Australie (LIPcs 64)
- ISAAC 2015, Nagoya, Japon
- ISAAC 2014, Jeonjy, Corée du Sud
- ISAAC 2013, Hong Kong
- ISAAC 2012, Taipei, Taïwan
- ISAAC 2011, Yokohama, Japon
- ISAAC 2010, Jeju Island, Corée du Sud
- ISAAC 2009, Waikiki, Hawaï
- ISAAC 2008, Goldcoast, Australie
- ISAAC 2007, Sendai, Japon
- ISAAC 2006, Kolkata, Inde
- ISAAC 2005, Sanya, Hainan, Chine
- ISAAC 2004, Hong Kong
- ISAAC 2003, Kyoto, Japon
- ISAAC 2002, Vancouver, Canada
- ISAAC 2001, Christchurch, Nouvelle Zélande
- ISAAC 2000, Taipei, Taïwan
- ISAAC 1999, Chennai, Inde
- ISAAC 1998, Taejon, Corée du Sud
- ISAAC 1997, Singapour
- ISAAC 1996, Osaka, Japon
- ISAAC 1995, Cairns, Australie
- ISAAC 1994, Beijing, China
- ISAAC 1993, Hong Kong
- ISAAC 1992, Nagoya, Japon
- ISAAC 1991, Taipei, Taïwan
- ISAAC 1990, Tokyo, Japon (LNCS 450)

## Articles liés
- Liste des principales conférences d'informatique théorique.